# Emelie Rosén
Emelie Rosén, född 1992, är en svensk journalist. Hon arbetar som granskande reporter på Ekot, Sveriges Radio.
Rosén är mångfaldigt prisad för sina granskande dokumentärer, reportage och nyheter för Sveriges Radio. Hon har bland annat vunnit Stora Journalistpriset för dokumentärserien "Gamer", Prix Europa för bästa europeiska radiogranskning för dokumentärserien "Agenterna" och Premio Ondas för bästa internationella radioprogram för dokumentärserien "Löparkriget".
Hon har också sju nomineringar till Guldspaden, samt vunnit radiopriset Guldörat.